# Parc Nacional Aulavik
El Parc Nacional Aulavik és un parc nacional situat a l'illa de Banks, als Territoris del Nord-oest, Canadà. És conegut pel seu accés al riu Thomsen, un dels rius navegables més septentrionals d'Amèrica del Nord. El parc té una superfície de 12.274 km² de terres baixes àrtiques a l'extrem nord de l'illa. La forma més pràctica de visitar el parc és llogant un avió, ja que el parc té quatre pistes d'aterratge. Aulavik és considerat un desert polar i sovint experimenta forts vents. La precipitació és d'uns 300 mm anuals. A les regions meridionals del parc, un altiplà amb poca vegetació s'eleva fins als 450 msnm.
El Parc Nacional Aulavik té dues badies principals, la badia Castel i la badia Mercy, i es troba al sud de l'estret de McClure. El capità Robert McClure va passar dos hiverns a la badia Mercy a bord del HMS Investigator mentre participava en la recerca de l'expedició perduda de Franklin entre 1850 i 1853. L'expedició de McClure abandonà aquest vaixell a la badia Mercy i en va sortir a bord de l'HMS Resolute.
La zona de la badia Mercy va ser visitada pels inuits de coure de l'Illa Victòria per recuperar materials deixats per l'expedició de McClure. També van caçar el caribú i el bou mesquer a la zona, com ho demostra el gran nombre de caixes d'aliments. Al segle XX la zona era popular entre Inuvialuit a causa del gran nombre de guineus. Fins que el comerç de pelleteria va entrar en decadència, la caça de guineus va proporcionar una important font d'ingressos pels habitants de la zona. Aquesta afluència de gent va conduir a la creació de Sachs Harbour, única comunitat de l'illa.
El parc té la concentració més alta de bous mesquers de la terra, amb estimacions de 68.000 a 80.000 animals a l'illa, aproximadament el 20% dels quals es creu que viuen al parc. També acull el caribú de Peary, en perill d'extinció, i el caribú de la tundra. La perdiu blanca i els corbs són considerats els únics ocells que viuen tot l'any al parc, tot i que fins a 43 espècies diferents fan ús estacional de la zona. Al parc no hi viuen els arbres. Guineus àrtiques, lèmmings de collar àrtic, llebres i llops àrtics recorren el terreny accidentat. Entre els mamífers marins que viuen a la costa nord hi ha ossos polars, foques ocel·lades, foques barbudes, belugues i balenes de Groenlàndia. Entre les rapinyaires destaquen el duc blanc, l'aligot calçat, el falcó sagrat i el falcó pelegrí, que s'alimenten dels lèmmings.